# Сергушов Михайло Сергійович
Михайло Сергійович Сергушов (Маркел Прокопович Аксьонов) (1886, село Коровіно Богородського повіту Московської губернії, тепер Московської області, Російська Федерація — 30 жовтня 1930, місто Москва, Російська Федерація) — радянський діяч, голова виконавчого комітету Нижньогородської губернської ради, голова Нижньогородського та Воронезького губернських комітетів РКП(б), член ВЦВК. Член Центральної контрольної комісії ВКП(б) у 1924—1930 роках. 

## Біографія
Народився в селянській родині Прокопа Аксьонова. Працював робітником Дульовської фабрики порцелянового посуду Богородського повіту Московської губернії, робітником-точильником Ризької фабрики порцелянового посуду.
Член РСДРП(б) з 1904 року.
Революційну діяльність розпочав у Ризі. За приналежність до бойової дружині і підпільну діяльність 27 грудня 1905 року був заарештований, в березні 1907 року — засуджений до вічного заслання в село Осинове Туруханського краю Єнісейської губернії, де продовжив партійну роботу. У 1913 році потрапив під амністію на честь трьохсотріччя дому Романових.
У 1914—1915 роках проживав у Красноярську, вів партійну організаційну роботу, за що був у 1916 році знову заарештований і засуджений до адміністративного заслання в Туруханський край. Після Лютневої революції 1917 року амністований, виїхав до Петрограда, в липні 1917 року направлений ЦК РСДРП(б) у Сормово.
З липня по жовтень 1917 року — секретар Сормовського комітету РСДРП(б), начальник Сормовського штабу Червоної гвардії. З жовтня 1917 року — начальник штабу Червоної гвардії Нижнього Новгорода, один із керівників більшовицького перевороту в Нижньому Новгороді.
У грудні 1917 — січні 1919 року — відповідальний секретар Нижньогородського губернського комітету РКП(б).
У січні — липні 1919 року — заступник голови Нижньогородського губернського комітету РКП(б).
23 липня — 6 вересня 1919 року — голова Нижньогородського губернського комітету РКП(б).
Одночасно, в липні — вересні 1919 року — голова виконавчого комітету Нижньогородської губернської ради.
28 жовтня — 26 листопада 1919 року — голова Воронезького губернського організаційного бюро РКП(б). У листопаді 1919 — жовтні 1920 року — голова Воронезького губернського комітету РКП(б).
У 1920—1921 роках — завідувач організаційно-інструкторського відділу ЦК КП(б) Туркестану.
У 1921—1923 роках — інструктор ЦК РКП(б).
У 1923—1924 роках — на лікуванні.
У 1924—1930 роках — завідувач організаційно-інструкторського відділу Центральної контрольної комісії ВКП(б), позаплановий інспектор Народного комісаріату робітничо-селянської інспекції РРФСР.
У грудні 1927 — 30 жовтня 1930 року — член партійної колегії Центральної контрольної комісії ВКП(б).
Помер 30 жовтня 1930 року від хвороби легенів. Похований в Москві.